# Nicôđêmô
Nicôđêmô (Tiếng Hy Lạp: Νικόδημος, Tiếng Anh: Nicodemus) là một nhân vật trong Kinh Thánh Tân Ước, được đề cập ba lần trong Phúc âm Gioan. Ông được mô tả là một thủ lãnh của người Do Thái thuộc nhóm Pharisêu nhưng bí mật gặp Chúa Giêsu vào ban đêm để nghe bài giảng của Chúa Giêsu. Sau đó, ông phản đối quyết định giết Chúa Giêsu của Thượng Hội đồng Sanhedrin và sau khi Chúa Giêsu bị đóng đinh, ông cùng với Giôxép, người Arimathê lo việc mai táng cho Người.

## Nicôđêmô trong Phúc âm Gioan
Nicôđêmô không được nhắc đến trong Phúc Âm Nhất Lãm mà chỉ được nhắc đến trong Phúc âm Gioan cụ thể tại Chương 3, Chương 7 và Chương 19. Ông là đại diện của Do Thái Giáo chính thống, dù đã mở rộng ra để đón nhận Chúa Giêsu nhưng chưa có được đức tin đích thực. Ông còn là biểu tượng cho hành trình trở thành môn đệ, với hành trình từ "ban đêm" đến "ban ngày", từ "bóng tối" đến "ánh sáng", từ tìm gặp Chúa Giêsu ban đêm đến bày tỏ công khai thuộc về người.

### Cuộc đối thoại với Chúa Giêsu tại Giêrusalem
Cuộc đối thoại với Nicôđêmô là diễn từ đầu tiên của Chúa Giêsu trong Phúc âm Gioan. Ông Nicôđêmô được giới thiệu là một thủ lãnh người Do Thái thuộc nhóm Pharisêu (Ga 3,1) và đến gặp Chúa Giêsu vào ban đêm sau khi chứng kiến Chúa Giêsu đã làm nhiều dấu lạ tại Giêrusalem "Thưa Thầy, chúng tôi biết: Thầy là một vị tôn sư được Thiên Chúa sai đến. Quả vậy, chẳng ai làm được những dấu lạ Thầy làm, nếu Thiên Chúa không ở cùng người ấy" (Ga 3,2). Sau khi Chúa Giêsu trả lời "Thật, tôi bảo thật ông: không ai có thể thấy Nước Thiên Chúa, nếu không được sinh ra bởi ơn trên" (Ga 3, 3) thì ông Nicôđêmô tiếp tục với câu hỏi: "Một người đã già rồi, làm sao có thể sinh ra được? Chẳng lẽ người đó có thể trở vào lòng mẹ lần thứ hai để sinh ra sao?" (Ga 3, 4)
Ở câu 9 chương 3, Nicôđêmô không hỏi về con người nữa mà hỏi về Thiên chúa. Sau câu hỏi này, vai trò của Nicôđêmô trong câu chuyện dường như đã lùi vào bóng tối với câu trả lời của Chúa Giêsu "Ông là bậc thầy trong dân Ítraen, mà lại không biết những chuyện ấy!" (Ga 3, 10). Từ câu 11 đến câu 21 của chương 3 là một diễn từ dài của Chúa Giêsu, giống như một cuộc độc thoại hơn là một cuộc đối thoại.
Chi tiết Nicôđêmô gặp Chúa Giêsu vào ban đêm một cách kín đáo, có thể là vì không muốn những kẻ chống đối Chúa Giêsu (giới lãnh đạo Do Thái) biết. Hình ảnh bóng tối ban đêm gợi đến sự tối tăm trong tâm trí Nicôđêmô trước lời Chúa Giêsu. Cụ thể là ông đã hiểu lầm về việc được sinh ra một lần nữa (Ga 3, 4) và không biết điều Chúa Giêsu mặc khải (Ga 3,12).
(1) Trong nhóm Pharisêu, có một người tên là Nicôđêmô, một thủ lãnh của người Do Thái. (2) Ông đến gặp Đức Giêsu ban đêm. Ông nói với Người: "Thưa Thầy, chúng tôi biết: Thầy là một vị tôn sư được Thiên Chúa sai đến. Quả vậy, chẳng ai làm được những dấu lạ Thầy làm, nếu Thiên Chúa không ở cùng người ấy". (3) Đức Giêsu trả lời:"Thật, tôi bảo thật ông: không ai có thể thấy Nước Thiên Chúa, nếu không được sinh ra bởi ơn trên".(4) Ông Nicôđêmô thưa: "Một người đã già rồi, làm sao có thể sinh ra được? Chẳng lẽ người đó có thể trở vào lòng mẹ lần thứ hai để sinh ra sao?" (5) Đức Giêsu đáp: "Thật, tôi bảo thật ông:
không ai có thể vào Nước Thiên Chúa, nếu không sinh ra bởi nước và Thần Khí. (6) Cái gì bởi xác thịt mà sinh ra, thì là xác thịt; còn cái gì bởi Thần Khí mà sinh ra, thì là thần khí. (7) Ông đừng ngạc nhiên vì tôi đã nói: các ông cần phải được sinh ra bởi ơn trên. (8) Gió muốn thổi đâu thì thổi; ông nghe tiếng gió, nhưng không biết gió từ đâu đến và thổi đi đâu. Ai bởi Thần Khí mà sinh ra thì cũng vậy".(9) Ông Nicôđêmô hỏi Người: "Làm sao những chuyện ấy có thể xảy ra được?" (10) Đức Giêsu đáp:"Ông là bậc thầy trong dân Ítraen, mà lại không biết những chuyện ấy! (11) Thật, tôi bảo thật ông: chúng tôi nói những điều chúng tôi biết, chúng tôi làm chứng về những điều chúng tôi đã thấy, nhưng các ông không nhận lời chứng của chúng tôi. (12) Nếu tôi nói với các ông về những chuyện dưới đất mà các ông còn không tin, thì giả như tôi nói với các ông về những chuyện trên trời, làm sao các ông tin được? (13) Không ai đã lên trời, ngoại trừ Con Người, Đấng từ trời xuống. (14) Như ông Môsê đã giương cao con rắn trong sa mạc, Con Người cũng sẽ phải được giương cao như vậy,(15) để ai tin vào Người thì được sống muôn đời. (16) Thiên Chúa yêu thế gian đến nỗi đã ban Con Một, để ai tin vào Con của Người thì khỏi phải chết, nhưng được sống muôn đời. (17) Quả vậy, Thiên Chúa sai Con của Người đến thế gian, không phải để lên án thế gian, nhưng là để thế gian, nhờ Con của Người,
mà được cứu độ. (18) Ai tin vào Con của Người, thì không bị lên án; nhưng kẻ không tin, thì bị lên án rồi, vì đã không tin vào danh của Con Một Thiên Chúa. (19) Và đây là bản án: ánh sáng đã đến thế gian, nhưng người ta đã chuộng bóng tối hơn ánh sáng, vì các việc họ làm đều xấu xa. (20) Quả thật, ai làm điều ác, thì ghét ánh sáng và không đến cùng ánh sáng, để các việc họ làm khỏi bị chê trách. (21) Nhưng kẻ sống theo sự thật, thì đến cùng ánh sáng,
để thiên hạ thấy rõ: các việc của người ấy đã được thực hiện trong Thiên Chúa".
(Bản dịch của Nhóm Phiên Dịch Các Giờ Kinh Phụng Vụ)

### Nicôđêmô bênh vực Chúa Giêsu
Lần thứ hai, Nicôđêmô xuất hiện ở chương 7, câu 48 đến 52, khi ông lên tiếng bênh vực Chúa Giêsu. Sau khi các thượng tế và những người Pharisêu sai thuộc hạ đi bắt Chúa Giêsu, Nicôđêmô lên tiếng bày tỏ ý kiến bất đồng về việc này "(50) Trong nhóm Pharisêu, có một người tên là Nicôđêmô, trước đây đã đến gặp Đức Giêsu; ông nói với họ: (51) "Lề Luật của chúng ta có cho phép kết án ai, trước khi nghe người ấy và biết người ấy làm gì không?" (52) Họ đáp: "Cả ông nữa, ông cũng là người Galilê sao? Ông cứ nghiên cứu, rồi sẽ thấy: không một ngôn sứ nào xuất thân từ Galilê cả"." (Ga 7, 50-52) Nicôđêmô không nói gì nữa sau câu này nhưng cho thấy ông có thiện cảm với Chúa Giêsu.
(48) Trong hàng thủ lãnh hay trong giới Pharisêu, đã có một ai tin vào tên ấy đâu? (49) Còn bọn dân đen này, thứ người không biết Lề Luật, đúng là quân bị nguyền rủa!" (50) Trong nhóm Pharisêu, có một người tên là Nicôđêmô, trước đây đã đến gặp Đức Giêsu; ông nói với họ: (51) "Lề Luật của chúng ta có cho phép kết án ai, trước khi nghe người ấy và biết người ấy làm gì không?" (52) Họ đáp: "Cả ông nữa, ông cũng là người Galilê sao? Ông cứ nghiên cứu, rồi sẽ thấy: không một ngôn sứ nào xuất thân từ Galilê cả".
(Bản dịch của Nhóm Phiên Dịch Các Giờ Kinh Phụng Vụ)

### Nicôđêmô lo mai táng Chúa Giêsu
Lần thứ ba, Nicôđêmô xuất hiện cùng với ông Giuse, người Arimathê để lo mai táng Chúa Giêsu. Sau khi tổng trấn Phongxiô Philatô cho phép Giuse, người Arimathê hạ xác Chúa Giêsu xuống khỏi thập giá, Nicôđêmô cũng đến mang theo mộc dược trộn với trầm hương khoảng một trăm cân. (Ga 19, 39) "Các ông lãnh thi hài Đức Giêsu, lấy băng vải tẩm thuốc thơm mà cuốn, theo tục lệ chôn cất của người Do Thái". (Ga 19, 40) Lần này Nicôđêmô không lên tiếng nhưng ông bày tỏ công khai lựa chọn đứng về phía Chúa Giêsu. Tuy bản văn không nói ông là môn đệ nhưng ông ứng xử như là môn đệ thực sự của Chúa Giêsu.
(39) Ông Nicôđêmô cũng đến. Ông này trước kia đã tới gặp Đức Giêsu ban đêm. Ông mang theo chừng một trăm cân mộc dược trộn với trầm hương. (40) Các ông lãnh thi hài Đức Giêsu, lấy băng vải tẩm thuốc thơm mà cuốn, theo tục lệ chôn cất của người Do Thái.
(Bản dịch của Nhóm Phiên Dịch Các Giờ Kinh Phụng Vụ)

## Tôn kính và tưởng niệm
Nicôđêmô được tôn kính như một vị Thánh trong Giáo hội Công giáo Rôma và nhiều nhóm Giáo hội Đông phương. Ngày lễ kính Thánh Nicôđêmô và Giuse, người Arimathê của Giáo hội Công giáo Rôma là ngày 31 tháng 8.